# Andreja Pukšić
Andreja Pukšić (Maribor, 11 novembre 1965) è un'ex cestista jugoslava.

## Carriera
Con la Jugoslavia ha disputato i Campionati europei del 1985.